# Txeca (Espanya)

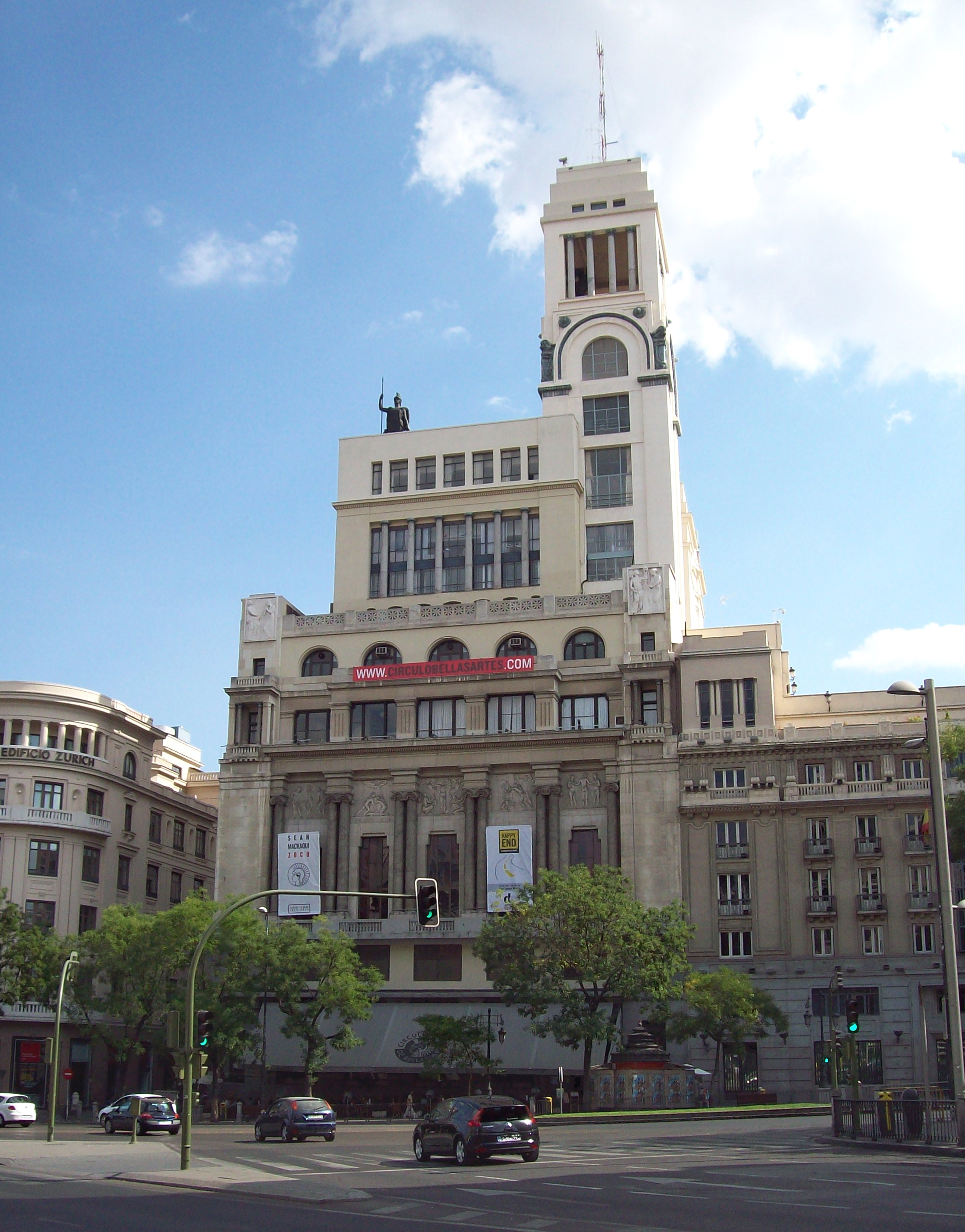
Edifici del Círculo de Bellas Artes el soterrani del qual va albergar la denominada txeca de Belles arts, en realitat un organisme oficial denominat Comitè Provincial de Recerca Pública.

Una txeca (anteriorment escrit també txeka) era una instal·lació que durant la Guerra Civil Espanyola utilitzaven els milicians del bàndol republicà —especialment els partits i sindicats d'esquerra- per detenir, interrogar, jutjar de forma sumaríssima i executar sospitosos de simpatitzar amb el bàndol contrari. En general, eren conegudes pel carrer on es trobaven, o bé pel nom de qui les dirigia. A part de les que depenien directament del Govern de la República —com la txeca de Bellas Artes o de Fomento—, diversos partits polítics, ateneus, comitès, sindicats o organitzacions vinculats al Front Popular o a la CNT en tenien una.

## Concepte i causes
La insurrecció armada contra el govern de la II República va triomfar només en alguns llocs d'Espanya. Per la qual cosa Espanya va quedar dividida en dues zones que es definien com la Espanya legítima. En la zona que havia fracassat la rebel·lió, les institucions van quedar summament afeblides i el Govern va decidir cedir a la demanda de les organitzacions obreres que lliuressin armes als seus militants. D'aquesta forma, es va desencadenar el moviment revolucionari que els revoltats deien combatre. La combinació de tots dos factors, el procés revolucionari mitjançant el qual les organitzacions esquerranes van tractar de suplir les manques de l'afeblit aparell estatal i la rebel·lió encapçalada pels militars insurrectes que amenaçava propagar-se, van desencadenar a la zona anomenada «republicana» un moviment repressor freturós de direcció i uniformitat que fou de gran intensitat durant els primers mesos de la guerra. Dins d'aquest moviment repressor, alguns grups irregulars que van actuar en els primers mesos del conflicte han estat qualificats per algun historiador com esquadrons de la mort, encara que el terme no estava en vigor en l'època dels fets.

### Causes de la repressió i de la seva extensió
Els motius que el procés repressiu en zona republicana fos tan dispers i sagnant són diversos:
- L'absència d'una autoritat clara després de la insurrecció, que ha portat a algun autor a parlar de "fallida de l'Estat de dret".[11] Les principals institucions (Exèrcit, Policia, judicatura) van quedar afeblides per la rebel·lió de molts dels seus integrants, l'execució o empresonament d'uns altres i el clima de sospita existent sobre els restants, als qui els militants anarquistes, comunistes i socialistes veien com a eines de la classe dominant a la que volien derrotar. La decisió del Govern de lliurar armes a les organitzacions obreres va acréixer la feblesa de les institucions constitucionals, que es van veure superades i substituïdes per organismes oficiosos creats pels partits i sindicats obrers, d'ideologia majoritàriament revolucionària.[9] Per als militants d'aquestes organitzacions, que havien estat perseguits per la Justícia durant dècades, les garanties jurídiques eren només formalismes inútils que dificultaven l'administració d'una «justícia revolucionària».

- L'excarceració, després de la victòria del Front Popular, no només de persones preses per delictes polítics, sinó també de nombrosos presos comuns, alguns d'ells condemnats per greus delictes.[12] Molts d'ells van trobar acomodament en diversos òrgans repressius,[13] sent els anarquistes particularment receptius a acceptar la col·laboració d'aquests individus, en els qui veien aliats de classe.[14] Determinades txeques es van convertir en refugis de criminals que actuaven amb ànim de lucre.[2]

- Les mateixes declaracions dels generals revoltats. Els missatges radiofònics del general Queipo de Llano provocaven paüra entre els republicans.[15] La proclamació pel general Mola que a Madrid hi havia una «cinquena columna» que col·laboraria amb les quatre que es dirigien contra la capital buscava sembrar inquietud entre els seus adversaris, objectiu que va aconseguir, doncs va empitjorar la repressió no solament contra reals o suposats col·laboradors dels revoltats, sinó també contra presumptes simpatitzants.[16][nota 1]

- El coneixement que el bàndol contrari també estava realitzant sistemàtiques accions de repressió[17] amb extraordinària duresa, com la massacre de Badajoz pel tinent coronel Yagüe[18] o la repressió deslligada a Navarra per les tropes de Mola, va deslligar els desitjos de venjança i va encoratjar als més radicals.

- Els bombardejos aeris duts a terme per l'aviació «nacional» sobre Madrid, un tipus de guerra desconegut fins llavors que afectava durament a la població civil,[19] van encendre els ànims dels milicians, que van buscar venjar-se de l'enemic en els caps dels seus simpatitzants més propers i vulnerables.[15] Sobretot pel fet que l'aviació franquista semblava respectar el barri de Salamanca, zona residencial de classe alta a la qual van acudir a refugiar-se multitud de persones.[20]

- L'interès econòmic per les confiscacions de béns dels detinguts. Les autoritats necessitaven diners per a la guerra, i els va semblar que una forma lògica d'obtenir-ho era procedir a la confiscació de béns dels detinguts com a sospitosos de col·laborar amb el bàndol contrari. En conseqüència, les txeques s'apoderaven de diners en metàl·lic, joies i altres béns dels detinguts que, en part, lliuraven a la Direcció General de Seguretat.[21] La decisió oficial que els membres dels tribunals txequistes fossin retribuïts a càrrec del producte del confiscat va accentuar el perill que l'ànim de lucre influís en la seva actuació. Existeixen sospites que certes txeques tenien tendència a dirigir la repressió contra persones de certa posició econòmica amb la intenció de confiscar els seus béns, amb independència que hi hagués proves de la seva col·laboració amb l'enemic. Casos com el d'Agapito García Atadell demostren com certs responsables de la repressió no eren sinó simples delinqüents sense escrúpols.

### Delimitació del concepte

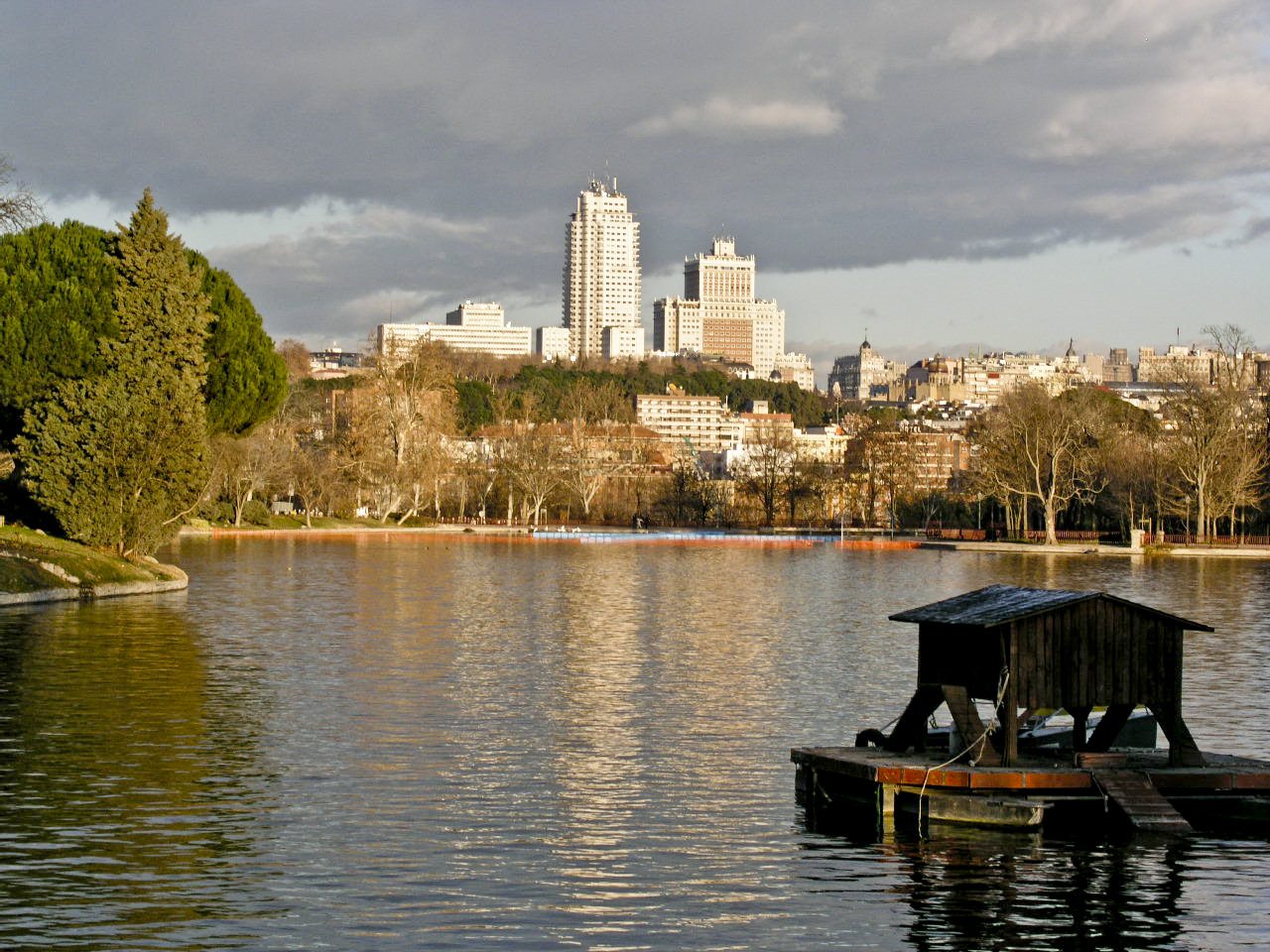
La Casa de Campo, àmplia zona verda contigua a Madrid, va ser un dels llocs apartats on es donava el passeig als detinguts.

Encara que la paraula «txeca» sigui avui utilitzada despectivament pels sectors més crítics amb aquest fenomen, el terme va ser en el seu moment assumit pels seus propis creadors i utilitzat pels simpatitzants de tots dos bàndols. La denominació procedeix de l'apòcope de la Comissió Extraordinària (Txrezvitxàinaia Komissia) creada a Rússia l'any 1917 pels bolxevics per reprimir amb duresa qualsevol acte considerat com contrarrevolucionari.

L'historiador Peter Wyden, en la seva obra La guerra apassionada, descriu la txeca de la següent manera: 
| « | Amb el nom de txeca han passat a la història els cossos de recerca creats pels partits polítics i sindicats d'esquerres a les grans ciutats de la rereguarda republicana en fracassar el pronunciament militar de juliol de 1936. El nom procedia de la primera policia política soviètica creada a Rússia l'any 1917. TXEKA és la sigla russa de Comissió Extraordinària Panrussa per a la supressió de la contrarevolució i del sabotatge, precursora de l'OGPV, NKVD i KGB. | » |

 Partint d'aquest concepte, s'exclouen alguns organismes que van participar en la repressió dels insurgents i es discuteix la inclusió o no d'uns altres.

#### L'administració de justícia
Encara que molt disminuïda pel caos produït per la rebel·lió, l'administració de justícia tradicional no va desaparèixer totalment. Certs casos, com el del general Fanjul, van ser enjudiciats per tribunals constituïts amb unes certes garanties, si bé en un ambient que no propiciava la indulgència. A vegades, els mateixos jutges serien els qui investigarien alguns dels excessos de les txeques. Les autoritats van crear amb el temps uns tribunals mixtes en els quals, encara que hi havia jutges professionals, predominaven els jurats simpatitzants de les organitzacions esquerranes. Aquests òrgans judicials no van ser confosos amb les txeques ni tan sols pel Ministeri de Justícia del règim de Franco després de la victòria bèl·lica. La Causa General dedica el seu capítol XI al que denomina «Justícia roja», separant-lo del Capítol IV dedicat a les txeques.

#### Altres grups irregulars
És discutida la consideració o no com a txeques dels llocs de les Milícies de Vigilància de Rereguarda, dels quals existien 35 a Madrid, o la seu del Departament Especial d'Informació de l'Estat (DEDIDE) del carrer d'O'Donnell.
D'altra banda, van existir certs grups repressius, ja fossin oficiosos creats per organitzacions polítiques, ja fossin oficials però amb una actuació molt autònoma, que realitzaven una labor molt similar a la de les txeques però de forma volant, és a dir, sense comptar amb un centre de detenció i interrogatori estable. Aquestes organitzacions practicaven detencions i realitzaven confiscacions però els detinguts que no eren assassinats per elles eren lliurats a txeques pròpiament dites. Encara que solen estar inclosos en les relacions de txeques fetes per diversos historiadors, alguns discuteixen la seva consideració com a tals. En qualsevol cas, la seva actuació no es distingia molt de la de les txeques en sentit estricte. Entre aquests grups destaquen:
- Els Linces de la República, integrats inicialment per membres de Seguretat i de la Guàrdia d'Assalt dirigits pel tinent de l'Exèrcit Juan Tomás Esterlich i el capità milicià socialista Emilo Losada. Va dependre primer del Director General de Seguretat Manuel Muñoz Martínez, a qui lliuraven part del confiscat. Després van passar a dependre de la caserna general de la Columna Mangada, per això fou canviada substancialment la seva activitat. Solien passejar (és a dir, endur-se-les a un lloc solitari per executar-les, normalment sense hudici previ) les seves víctimes a la Casa de Campo.[29]
- L'Escuadrilla del Amanecer (també denominada Brigada o Patrulla), grup mòbil de la Direcció general de Seguretat, pertanyent a la Txeca de Fomento.[28]
- Les Milícies Populars de Recerca, adscrites formalment a la Brigada de Recerca Criminal, dirigides pel socialista Agapito García Atadell i que actuaven moltes vegades interrelacionades amb la Patrulla del Amanecer, fins al punt que se solen confondre les seves activitats i àdhuc les seves identitats.[28][30]

#### El SIM
Cas a part és el del Servei d'Informació Militar (SIM), creat pel ministre de Defensa Indalecio Prieto a l'agost de 1937 per intentar unificar els diversos serveis d'intel·ligència i que va arribar a estar dirigit per Ángel Pedrero (ajudant i successor d'Agapito García Atadell). La seva naturalesa oficial i la centralització amb la qual actuava l’allunyen, aparentment, del concepte de txeca tal com és entès en l'Espanya de l'època. A més, fins i tot els seus més durs crítics reconeixen que va ser molt més eficaç que les txeques milicianes en la repressió de la cinquena columna. No obstant això, aquest organisme va caure aviat en l'òrbita del cada vegada més influent Partit Comunista, i va realitzar nombroses actuacions repressives irregulars, arribant a crear presons secretes sense el coneixement del President Negrín. Algunes de les seves instal·lacions, per tant, han merescut la qualificació de txeques tant per part de contemporanis com d'historiadors. La seva activitat repressora es va anar ampliant a altres sectors del mateix bàndol republicà enfrontats al PCE i el PSUC, com la CNT i el POUM.

#### Txeques comunistes
Encara que determinats autors atribueixen al mateix SIM la repressió dels comunistes dissidents del POUM, altres historiadors prefereixen parlar simplement de presons secretes comunistes, algunes d'elles gestionades per la mateixa policia política soviètica, el NKVD. La víctima més significada d'aquesta repressió selectiva realitzada en 1937 (i probablement la més notòria de les víctimes de les txeques, que solien ser anònims ciutadans) va ser el dirigent del POUM Andreu Nin, qui, després de ser detingut per la policia, va desaparèixer en circumstàncies fosques. Malgrat la campanya propagandística desenvolupada pel PCE que afirmava que s'havia unit als rebels, sens dubte fou assassinat en una presó secreta comunista.

### Metodologia
Els milicians o agents al servei de les txeques solien actuar a instàncies de denúncies anònimes, moltes vegades procedents de servents, deutors o enemics dels denunciats. Solien practicar les detencions en fosquejar, identificant-se tan sols de forma verbal. La detenció solia anar acompanyada d'un registre domiciliari que comportava la confiscació dels béns de valor del sospitós. A vegades, procedien a l'execució del detingut sense més tràmit, però l'usual era conduir-lo a la txeca perquè prestés declaració. Allí, en un ambient hostil, sense garanties processals de cap tipus i en escàs lapse de temps, el ciutadà era interrogat sobre qüestions diverses que, sense saber-ho, podien comportar la seva execució. Determinades txeques van utilitzar brutals mètodes de tortura per obtenir millors resultats en aquesta labor. Com és lògic, l'absoluta falta de garanties del sistema va propiciar que proliferessin txeques formades per mers delinqüents que, utilitzant els mateixos procediments, s'enriquien assassinant persones innocents.
Teòricament, els destinataris de la repressió eren els quintacolumnistes, persones que actuaven en la clandestinitat al servei dels revoltats. De fet, aquests sabotejadors i espies existien i operaven en zona republicana, i una part dels detinguts pels txequistes responien a aquest perfil; no obstant això, la seva activitat d'espionatge i sabotatge era més aviat modesta. A Barcelona, algunes víctimes de la repressió van ser els pistolers que havien practicat un autèntic terrorisme contra la CNT durant anys. A més d'aquests objectius de revenja lògics, l'absolut descontrol amb el qual actuaven els milicians i la total absència de garanties per als detinguts, va fer que moltes altres persones es convertissin en víctimes seves per motius diversos: pertànyer a una determinada classe social, tenir idees polítiques conservadores i àdhuc liberals, professar la fe catòlica, haver estat denunciat per una picabaralla personal, atrevir-se a acudir a la txeca a protestar per la detenció d'un familiar o amic o, simplement, disposar de béns que poguessin ser confiscats. L'autoritat dels milicians, recolzada en la força de les armes, era indiscutible.
En les txeques més institucionalitzades, com el Comitè Provincial d'Investigació Pública, existien tribunals composts per membres de les organitzacions polítiques d'esquerres encarregats de decidir la sort dels detinguts. Els seus membres mancaven de tota formació jurídica i, en moltes ocasions i a causa de la seva extracció social, d'una mínima formació. El detingut mancava de dret a la defensa i ignorava quins eren els càrrecs, que anava intuint en funció de les preguntes realitzades. La destinació de l'arrestat podia seguir tres camins: la llibertat, la mort i, a vegades, l'ingrés a presó. La condemna a mort era definitiva, inapel·lable i d'immediata execució, sense que la decisió fos argumentada documentalment. La víctima era conduïda per milicians a un lloc apartat en el que es denominava el passeig per influència de les pel·lícules de gàngsters. Una vegada allí, se l'executava. A Madrid, la Direcció General de Seguretat (DGS) recopilava fotografies de tots els cadàvers que apareixien amb signes de violència perquè els familiars poguessin identificar-los i esclarir la trista destinació dels seus afins.
Segons Josep Flavià, el govern de la Generalitat es preocupà i s'esforçà per humanitzar els seus mètodes, però el govern de la República, al·legant raons de guerra, tendia a fer-los més rigorosos.

## Ubicació
El nombre total de txeques existents a Espanya és discutit i va variar segons l'època, perquè no totes van operar de forma simultània. César Vidal estima que foren 331. Estaven situades principalment a Madrid, València i Barcelona, moltes d'elles a pisos confiscats o esglésies. A continuació, s'enumeren algunes de les més conegudes:

### Txeques de Madrid
La majoria dels historiadors solen coincidir que el major nombre de txeques es va concentrar a Madrid, considerant que el seu nombre (variable segons es considerin o no com a txeques a determinats organismes) no baixava de dos-centes.
Algunes van ser: 

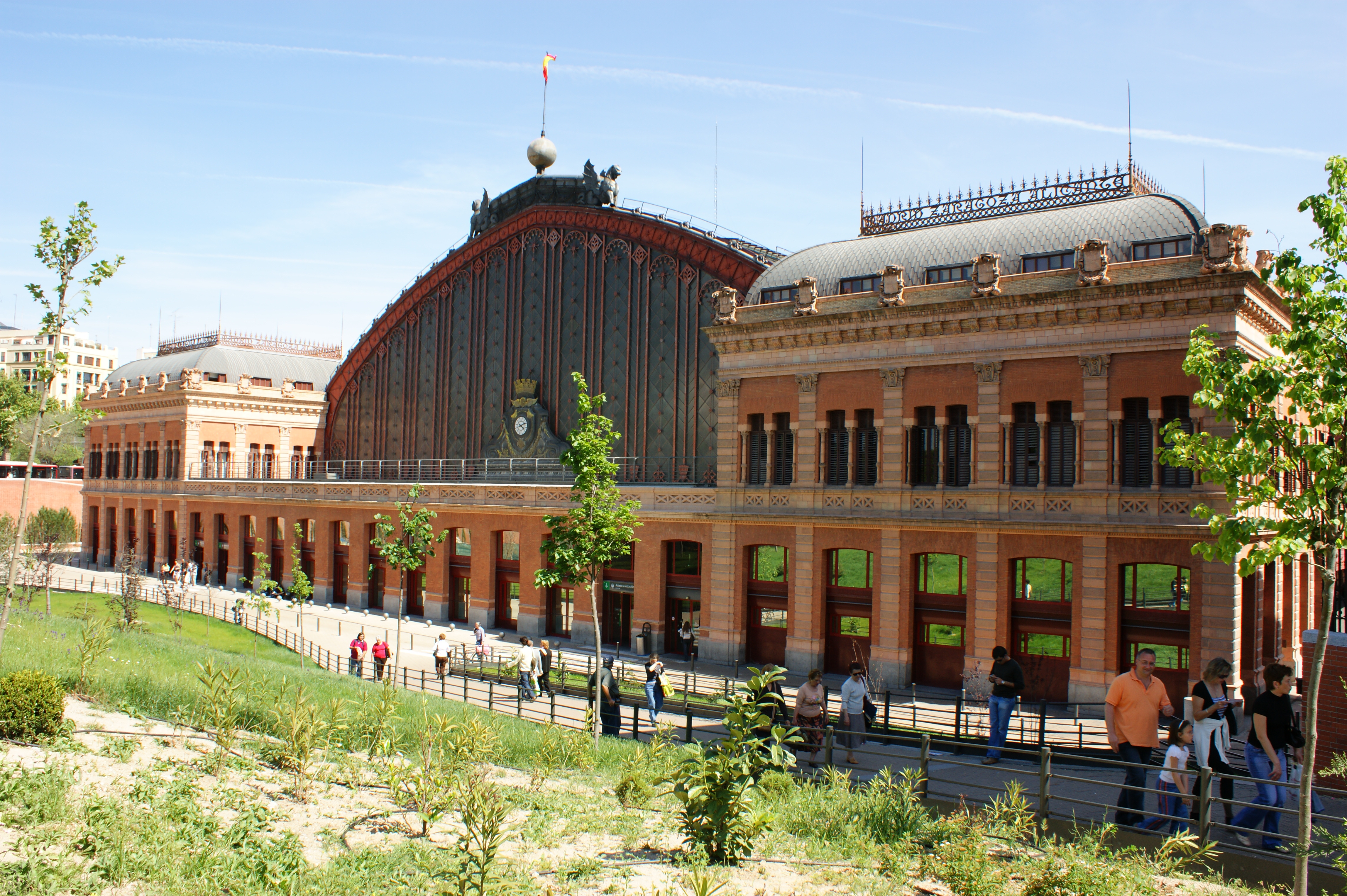
També l'Estació d'Atocha de Madrid albergà una txeca.

- Comitè Provincial d'Investigació Pública (CPIP), conegut popularment primer com txeca de Bellas Artes i després com txeca de Fomento després que el 26 d'agost de 1936 fos traslladada la seva seu des de la seva ubicació original en el Círculo de Bellas Artes, carrer d'Alcalá 42, al número 9 del carrer Fomento. El CPIP va ser creat el 4 d'agost de 1936 per iniciativa del nou Director General de Seguretat, Manuel Muñoz Martínez, amb la intenció d'implicar a sindicats i partits d'esquerra en el manteniment de l'ordre públic de la capital sota un cert control oficial i la cobertura legal que proporcionava la creació de sis tribunals especials. Els trenta llocs del comitè es van repartir entre aquests grups i, ja des del principi, la major influència va recaure en els anarquistes de CNT-FAI. Encara que l'objectiu declarat inicialment va ser «contenir assassinats i excessos», els tribunals estaven formats per persones que no solament mancaven de formació jurídica sinó que de vegades eren ells mateixos delinqüents; els arrests eren amb freqüència arbitraris i els alliberaments podien acabar en «passejos» i execucions. La repressió contra supòsits quintacolumnistes va aconseguir una considerable magnitud i va incloure a més múltiples saques de presos. Després del trasllat del Govern de la República a València l'organisme va ser dissolt per Santiago Carrillo el 12 de novembre de 1936.[47][6][nota 4]
- Txeca del carrer Marquès de Riscal, instal·lada en el Palau dels Comtes de Casa Valencia, que va ser seu de Renovación Española, situat en el número 1 del carrer que li donava nom.[48] Estava formada principalment per socialistes del Cercle Socialista del Sud, encara que també comptava amb militants de Izquierda Republicana. Comptava amb dues sucursals situades en el número 7 del Carrer de Fernández de la Falç i en el 17 del Carrer de Caracas. Depenia orgànicament de la Inspecció General de Milícies Populars que dirigia el comandant Barceló, sent encarregat d'inspeccionar-la el seu col·laborador Justiniano García. Solia perpetrar els seus assassinats en els alts de l'Hipòdrom de la Zarzuela i en la Prada de San Isidro. Va mantenir una estreta relació amb el Ministre de la Governació, el també socialista Ángel Galarza, de manera que la majoria dels seus integrants li van acompanyar a València quan el Govern va abandonar Madrid. Una vegada allí, el ministre els va encarregar la creació de la txeca de Santa Úrsula.[49]
- Txeca de Narváez, situada en el número 18 del Carrer de Narváez i dependent de l'Ateneu Llibertari de Retir.[50] Va ser dirigida per Mariano García Cascales. A l'octubre de 1936 es va traslladar al Restaurant Còndor, situat al Carrer de Jorge Juan.[48]
- Txeca de Sant Bernardo, situada en el convent de les Salesas situat en el número 72 de la Carrer de San Bernardo, i regentada pel PCE.[51] Estava dirigida per Agapito Escanilla de Simón, i comptava amb la col·laboració d'un lloc de policia situat al mateix carrer i d'un altre local situat en la Carrer de la Princesa. Els béns requisats es portaven a la Fundació Pasionaria, en la Ronda d'Atocha.[48]
- Txeca de l'Estació d'Atocha, situada en el Saló Reial d'aquesta estació ferroviària[52] i gestionada per les Milícies Ferroviàries de CNT dirigides per Eulogio Villalba Corrals. A l'octubre es va traslladar a la Carrer del Príncipe de Vergara.[53]

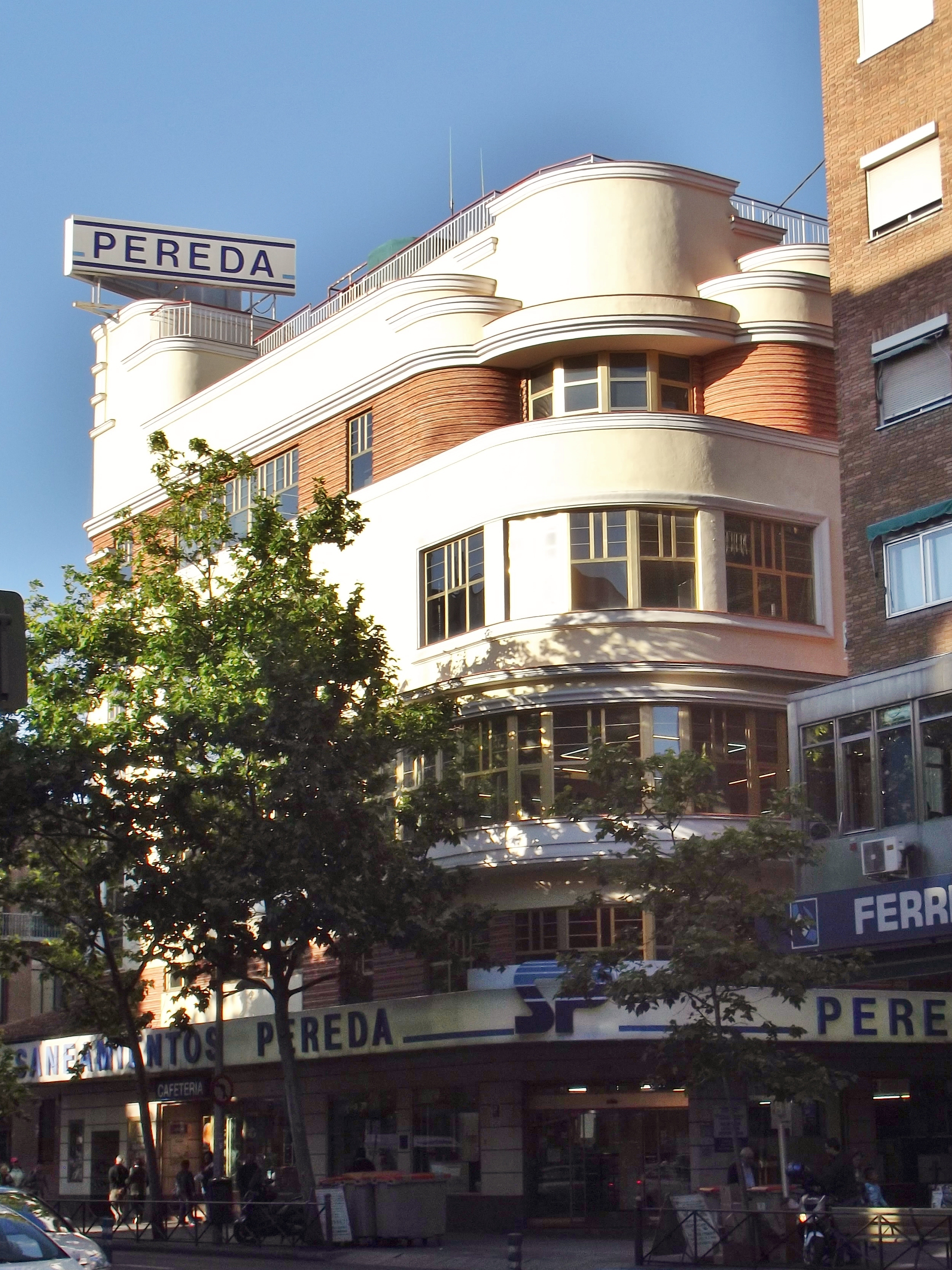
L'antic cinema Europa (en l'actualitat una tenda de sanejaments), va albergar una txeca de la CNT.

- Txeca del cinema Europa, situada en aquest cinema de la Carrer de Bravo Murillo i administrada per la CNT,[52] concretament per l'Ateneu Llibertari de Tetuán. En ella va destacar Felipe Emilio Sandoval Cabrerizo, àlies Doctor Muñiz.[53]
- Txeca de la Guindalera, situada en el número 9 del Carrer d'Alonso Heredia, situada al barri del mateix nom. En ella s'aplicaven tortures i es realitzaven execucions.[40]
- Brigada de Serveis Especials o Txeca del Marquès de Cubes, situada en un pis confiscat situat al carrer del Marquès de Cubes 19. Depenia directament del Sotsdirector General de Seguretat, Carlos de Juan Rodríguez, i estava dirigida per Elviro Ferret Obrador, militant del Partit Sindicalista. Disposava d'una altra txeca auxiliar en el número 22 del Carrer de la Montera. Es va caracteritzar per l'ús de la tortura i la realització de confiscacions.[54]
- Txeca de l'Agrupació Socialista Madrilenya. Va ser establerta per iniciativa d'Enrique de Francisco Jiménez, diputat i dirigent de l'Agrupació Socialista Madrilenya a partir de la preexistent Comissió d'Informació Electoral Permanent, un departament de l'Agrupació encarregat de l'estudi del cens electoral que, per tal motiu, comptava amb abundant informació, i que estava dirigit per Julio de Mora Martínez. Quan la Comissió va ser transformada en txeca, va ser reforçada amb diversos agents policials de recent nomenament i també afiliats al PSOE al comandament del policia Anselmo Burgos Gil. Es va instal·lar en un palau confiscat per aquest Partit i que era propietat del Comte d'Eleta situat en el número 103 de la Carrer de Fuencarral, circumstància per la qual també és coneguda com a txeca del palau del comte d'Eleta.[55]
- Txeca de la comissaria de Buenavista. Aquesta comissaria estava dirigida per l'agent ascendit Luis Omaña. El seu segon al comandament, Santiago García Imperial, es va caracteritzar per abusar sexualment de les dones que els seus familiars eren detinguts. El novembre de 1936, la txeca va ser reforçada amb un consell polític integrat per membres del ja dissolt Comitè Provincial d'Investigació Pública.[56]

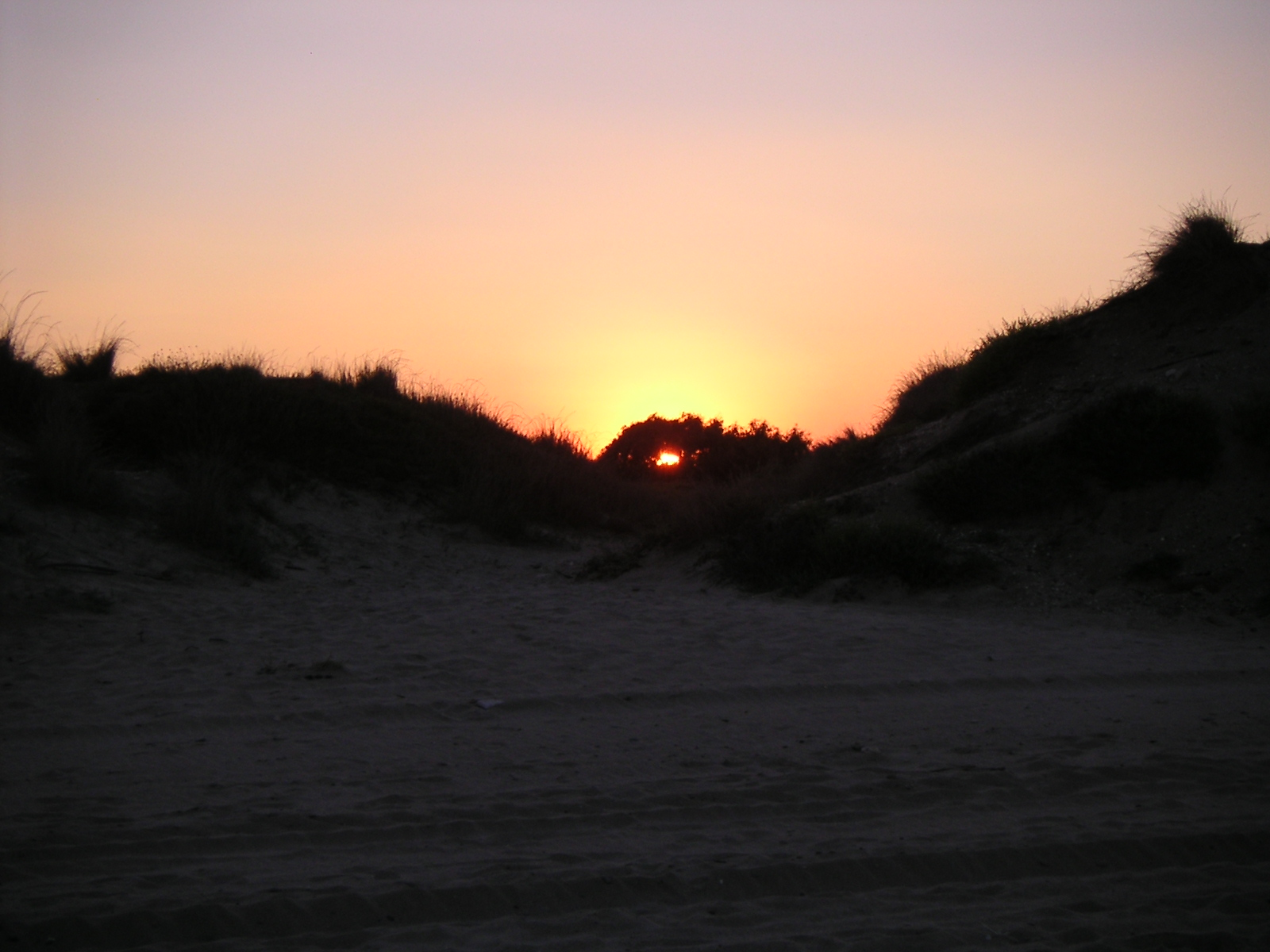
Les platges van ser la destinació final de molts passejos organitzats per les txeques valencianes i barcelonines.

### Txeques de Barcelona
Als primers moments de confusió, la repressió a Barcelona va ser encapçalada pels anarquistes a través de les Patrulles de Control. De vegades, aquests grups estaven guiats per personatges sense escrúpols, com Dionís Eroles i Manuel Escorza. Aquests grups van crear txeques en les quals es detenia a sospitosos i es decidia el seu passeig.
Més endavant, la repressió va canviar de protagonistes. El responsable de l'NKVD a Catalunya Ernő Gerő, conegut també com a Pedro, va ser un dels principals promotors de les txeques barcelonines.Alphonse Laurencic va ser el gran promotor, ideòleg i constructor de les txeques del Servei d'Informació Militar dels carrers de Vallmajor i de Saragossa a Barcelona. Hi va dissenyar unes cel·les que utilitzaven de forma innovadora l'art contemporani al servei de la tortura. Les cel·les eren petits cubicles enquitranats perquè es reescalfessin amb la calor del sol. La taula que servia de llit estava inclinada per impedir el repòs. Una sèrie de maons col·locats pel sòl impedia passejar pel recinte. Quant a les parets, alguna era corba i totes estaven decorades amb motius geomètrics que creaven efectes òptics i simulaven moviment. Finalment, se seleccionaven els colors per produir inquietud en el reclús. El resultat era un entorn eixordador que trencava els nervis de la víctima.
César Alcalá comptabilitza i enumera un total de 46 txeques, algunes de les quals són:
- Txeca de Vallmajor, també coneguda com a «Preventori D».'[62] Estava situada en l'antic convent de Magdalenes del carrer Vallmajor. Com a moltes txeques de Barcelona, va dependre en un primer moment del Partit Socialista Unificat de Catalunya, i més tard de l'SIM, adscrit al Govern Central, fins a octubre o novembre de 1937. El preventori D, i un xalet situat en la vorera de davant, formaven la secció sisena del SIM.
- Txeca del carrer Saragossa, situada en l'antic convent de religioses santjoanistes, també anomenada «Preventori G».[63]
- Txeca de la Tamarita, dirigida per agents russos estalinistes.[64]
- Txeca del Seminari, adscrita a la FAI fins a la derrota de la CNT en 1937, en què passa a ser controlada per l'SIM.[65]
- Txeca de Sant Elies al carrer del mateix nom. També va haver-hi en aquesta txeca un forn crematori de cadàvers. Anticipant-se als nazis, alguns milicians van arrencar dents d'or als assassinats.[66]

### Lleida
També dins de Catalunya va destacar el Comitè de Salut Pública de Lleida, organisme controlat pel POUM que va aconseguir eliminar a més de 250 persones durant el primer mes de la guerra. Posteriorment, el «tribunal popular» que es va crear per donar cobertura a la repressió de suposats contrarevolucionaris acabaria amb altres persones. El seu zel seria elogiat per la premsa local, que lloava «la no subjecció de les sentències a les normes de cap codi».

### Màlaga
A Màlaga, després d'un breu període en el qual coexisteixen diferents centres de poder, va acabar imposant-se un Comitè de Salut Pública controlat per la FAI. Entre agost i setembre, unes 1.100 persones van ser assassinades a la ciutat. Un nombre significatiu tenint en compte la població d'aquesta capital andalusa. Malgrat les condemnes públiques fets per partits i sindicats, els assassinats van continuar fins a la caiguda de la ciutat al febrer de 1937, quan van ser substituïts per una salvatge repressió de signe contrari.

### Txeques de València
Setembre de 1936 va ser el pitjor mes de la repressió a Llevant. Es calcula que unes 4715 persones van ser assassinades durant aquest mes. Algunes de les txeques que van operar a València van ser les següents:
- Txeca de Santa Úrsula, situada en el convent de Santa Úrsula, a la plaça del mateix nom. Va ser creada per antics integrants de la Txeca de Marquès de Riscal després d'acompanyar al Govern en el seu trasllat a València.[73]

- Txeca de Sorní.[74]

### Múrcia
En Múrcia va existir una txeca controlada pel PCE situada primer al Carrer del Triquete i després traslladada a un edifici situat al Carrer Frenería (a esquena del carrer Madre de Dios). La dirigien Ramón Torrecillas Guijarro i Domingo Ranchal, policies provisionals que van arribar a la ciutat al costat del governador civil comunista Cabo Giorla. Van crear diverses brigades que van practicar registres, detencions, simulacres d'execucions i altres tortures de divers tipus i, per descomptat, assassinats. Dins del clima d'enfrontament entre diverses forces polítiques, l'actuació de la Txeca de Madre de Dios va ser denunciada per socialistes i anarquistes i va transcendir a la premsa, conduint a la intervenció de les autoritats. Els txequistes van ser detinguts per ordre judicial i la premsa llibertària xifrava en seixanta el nombre de persones que havien passat per les seves mans. Mesos després no s'havia celebrat cap judici i el Partit Comunista reclamava l'alliberament dels detinguts, als quals no considerava mereixedors de cap càstig. Fora d'aquesta txeca, van existir altres locals que no eren expressament denominats com a «txeca» però en els quals també es va torturar i va assassinar detinguts; principalment en locals de partits polítics.
Després de la guerra, el nou règim del general Franco va instruir la Causa General, en el curs de la qual van ser jutjades 21 persones implicades en els fets. El fiscal va sol·licitar penes que anaven des de la pena de mort en el cas de Ranchal fins als sis anys en el cas de José Carva Rey; en aquest cas malgrat reconèixer-se expressament que «havia tingut una actuació moderada, sense que se li conegués intervenció contra les persones de significació nacional, ni participés en maltractaments», evidenciant així que també la repressió franquista es movia per criteris més polítics que jurídics.